# 정승조 (아나운서)
정승조는 대한민국의 아나운서이다.

## 학력
- 건국대학교 졸업

## 경력
- 2018년 ~ 현재 CJB 청주방송
- 2011년 ~ 2013년 BBS 불교방송(서울)

## 진행 프로그램
- CJB 모닝와이드
- CJB 모닝와이드 스페셜
- 네트워크 현장 고향이 보인다
- CJB 7 뉴스
- 굿모닝JOYFM